# Walentin Andrejewitsch Wenikow
Walentin Andrejewitsch Wenikow (russisch Валентин Андреевич Веников; * 6. Apriljul. / 19. April 1912greg. in Nischni Nowgorod; † 17. Mai 1988 in Moskau) war ein sowjetischer Elektroingenieur und Hochschullehrer.

## Leben
Wenikow, Sohn eines Ingenieurs, studierte am Moskauer Energetischen Institut (MEI) mit Abschluss 1936.
1937 wurde Wenikow Aspirant bei Pjotr Sergejewitsch Schdanow in dem von Gleb Maximilianowitsch Krschischanowski geleiteten Energetischen Institut (ENIN) der Akademie der Wissenschaften der UdSSR (AN-SSSR, seit 1991 Russische Akademie der Wissenschaften (RAN)). 1941 verteidigte Wenikow seine Kandidat-Dissertation über die physikalische Modellierung elektroenergetischer Systeme.
Ab 1941 arbeitete Wenikow als wissenschaftlicher Mitarbeiter im MEI. Er wurde Assistent, Dozent, Professor, Dekan der elektroenergetischen Fakultät und wissenschaftlicher Vizedirektor des MEI. Während des Deutsch-Sowjetischen Krieges arbeitete er an der Verbesserung der elektroenergetischen Systeme der Militärflugzeuge. 1952 verteidigte er seine Doktor-Dissertation für die Promotion zum Doktor der technischen Wissenschaften. Ab 1955 leitete er den Lehrstuhl für elektrische Systeme.
Wenikows Forschungsschwerpunkte waren die Modellierung leistungsstarker elektrischer Systeme, die Energieübertragung über extrem große Entfernungen, die Stabilität elektroenergetischer Systeme und die Methoden der Automatisierung der Regelung solcher Systeme. Wenikow betreute etwa 150 Doktor- und Kandidat-Dissertationen sowjetischer Autoren und 19 Dissertationen ausländischer Autoren.

## Ehrungen, Preise
- Jablotschkow-Preis der AN-SSSR (1950)[3]
- Leninpreis (1958)
- Staatspreis der UdSSR (1981)
- Verdienter Wissenschaftler und Techniker der RSFSR[3]
- Leninorden
- Orden der Völkerfreundschaft
- Ehrenzeichen der Sowjetunion (dreimal)
- Ehrendoktor der Universität Dresden